# 진원치
진원치(중국어 정체자: 金玟岐, 병음: Jīn Wénqí, 한자음: 금민기, 영어: Vanessa Jin, 1986년 7월 23일 ~ )는 중국의 싱어송라이터다. 